# エッソ・フジ
エッソ・フジ (Esso Fuji) は、かつてエッソ・トランスポート社が所有していたLPG船。船名は富士山に因んで命名された。

## 概要
1973年2月2日、日立造船因島工場で竣工し、冷却試験の後、3月1日よりオーストラリアや中東から日本へのLPG輸送に就航した。
本船は液化したプロパンまたはブタンを常圧低温で積載する方形独立タンクを4個持ち、その総容積は100,214m³で、竣工当時世界最大のLPG船であった。
その後船主は1976年にエッソ・タンカーズ社、1984年にエッソ・インターナショナル・シッピング社と変わり、1987年に台湾で解体された。